# (1143) Odysseus
(1143) Odysseus ist ein Jupiter-Trojaner, der vom deutschen Astronomen Karl Wilhelm Reinmuth entdeckt wurde, der am Observatorium auf dem Königstuhl bei Heidelberg tätig war.
Odysseus befindet sich im Lagrange-Punkt L4 von Jupiter und bewegt sich in einem Abstand von 4,782 (Perihel) bis 5,733 (Aphel) astronomischen Einheiten in etwa 4400 Tagen um die Sonne. Die Bahn ist 3,1° gegen die Ekliptik geneigt, die Bahnexzentrizität beträgt 0,091. Die Albedo der Oberfläche von Odysseus beträgt etwa 0,075 und sein Durchmesser ungefähr 126 Kilometer.
Benannt wurde der Asteroid nach dem mythologischen Helden Odysseus.